# بن زيلينسكي
بن زيلينسكي (بالألمانية: Ben Zolinski)‏ (3 مايو 1992 ببرلين في ألمانيا - ) هو لاعب كرة قدم ألماني في مركز الدفاع. لعب مع كارل زايس يينا وهانزا روستوك ويونيون برلين وTSG Neustrelitz ‏.

## وصلات خارجية
- بن زيلينسكي على موقع قاعدة بيانات كرة القدم.إي يو (الإنجليزية)
- بن زيلينسكي على موقع بيانات كرة القدم. دي إي (الألمانية)
- بن زيلينسكي على موقع Soccerway.com (الإنجليزية)
- بن زيلينسكي على موقع عالم كرة القدم.نت (الإنجليزية)